# Phyllospongia brassicata
Phyllospongia brassicata är en svampdjursart som först beskrevs av Jean-Baptiste Lamarck 1814.  Phyllospongia brassicata ingår i släktet Phyllospongia och familjen Thorectidae.
Artens utbredningsområde är Indiska oceanen. Inga underarter finns listade i Catalogue of Life.